# Wałdowo (województwo pomorskie)
Wałdowo (kaszub. Wałdowò, niem. Waldow) – wieś w Polsce położona na Pojezierzu Bytowskim, w województwie pomorskim, w powiecie bytowskim, w gminie Miastko nad rzeką Wieprzą i jeziorami Wałdowskim Wielkim oraz Wałdowskim Małym. Miejscowość jest placówką Ochotniczej Straży Pożarnej.
W latach 1945–54 siedziba gminy Wałdowo. W latach 1975–1998 miejscowość należała administracyjnie do województwa słupskiego.
Drużyna piłkarska: Dragon Wałdowo.

## Historia
Wieś założona w czasach krzyżackich przez Arnolda z Wałdowa. Po pokoju toruńskim w roku 1466 i przejściem ziemi bytowskiej jako lenna w posiadanie książąt pomorskich, Wałdowo znalazło się w rękach Putkamerów z Barnowca. Wałdowo zostało zniszczone podczas wojny trzydziestoletniej, a następnie odbudowane w połowie XVII wieku. Na gruntach majątku założono hodowlę owiec. Na początku XVIII wieku rozpoczęto podział majątku, a jego części wielokrotnie zmieniały właścicieli. W 1832 roku urodził się w Wałdowie Jozue Czerniecki-Schwartz, rektor uniwersytetu w Lund

## Zabytki
Według rejestru zabytków NID na listę zabytków wpisany jest kościół ewangelicki, obecnie rzymskokatolicki pw. św. Stanisława Kostki, szachulcowy, z XVIII w., nr rej.: A-269 z 23.03.1960, posiada barokowe witraże.

## Edukacja
Szkoła Podstawowa im. Kawalerów Orderu Uśmiechu.